# Françoise Soussaline
Françoise Soussaline (née Yerouchalmi le 3 septembre 1945) est une biophysicienne française spécialiste de l'imagerie cellulaire.

## Carrière
Françoise Soussaline effectue son doctorat en physique dans le domaine de la spectroscopie moléculaire à l'université Pierre-et-Marie-Curie entre 1970 et 1973. Elle effectue ses premières années de sa carrière comme chargée de recherche à l'INSERM, où elle participe au développement du premier scanner digital en médecine nucléaire. Elle effectue ses stages postdoctoraux dans des laboratoires et centres anti-cancer américains. Elle entre ensuite au service hospitalier Frédéric-Joliot du Commissariat à l'Énergie atomique et aux Énergies alternatives où elle développe la tomographie par émission de positons  dans le cadre d'une seconde thèse en biophysique qu'elle soutient en 1984 à l'université Paris-Sud sous la direction de Georges Charpak, prix nobel de physique en 1992. Elle est ensuite maîtresse de conférences en physique et biophysique médicales à l'université Pierre-et-Marie-Curie et à l'Université Paris-Sud. 
En 1985, elle crée l'entreprise IMSTAR, qui conçoit, développe et commercialise des systèmes automatisés d'imagerie dédiés à diverses applications de la recherche en sciences de la vie et aux tests de diagnostic des maladies génétiques et des cancers.
Entre 2007 et 2009 elle est vice-présidente PME du pôle de compétitivité Medicen. Elle est également membre du collège PME au conseil de surveillance du centre francilien de l’innovation.
Militante pour la place des femmes en sciences, elle instaure la parité dans son entreprise. Elle fait partie de l'association Femmes & Sciences depuis sa création et participe à des rencontres avec des lycéennes pour promouvoir la place des femmes dans les filières scientifiques. 

## Distinctions
- 1997 : chevalière de l'ordre national de la Légion d'honneur[5]
- 2001 : officière de l'ordre national de la Légion d'honneur[6]
- 2010 : prix Irène-Joliot-Curie dans la catégorie parcours femme entreprise [7]